# 18q-syndroom
Het 18q-syndroom (deletie chromosoom 18) is een chromosomale afwijking waarbij er een stukje van de lange arm van het 18e chromosoom ontbreekt. 

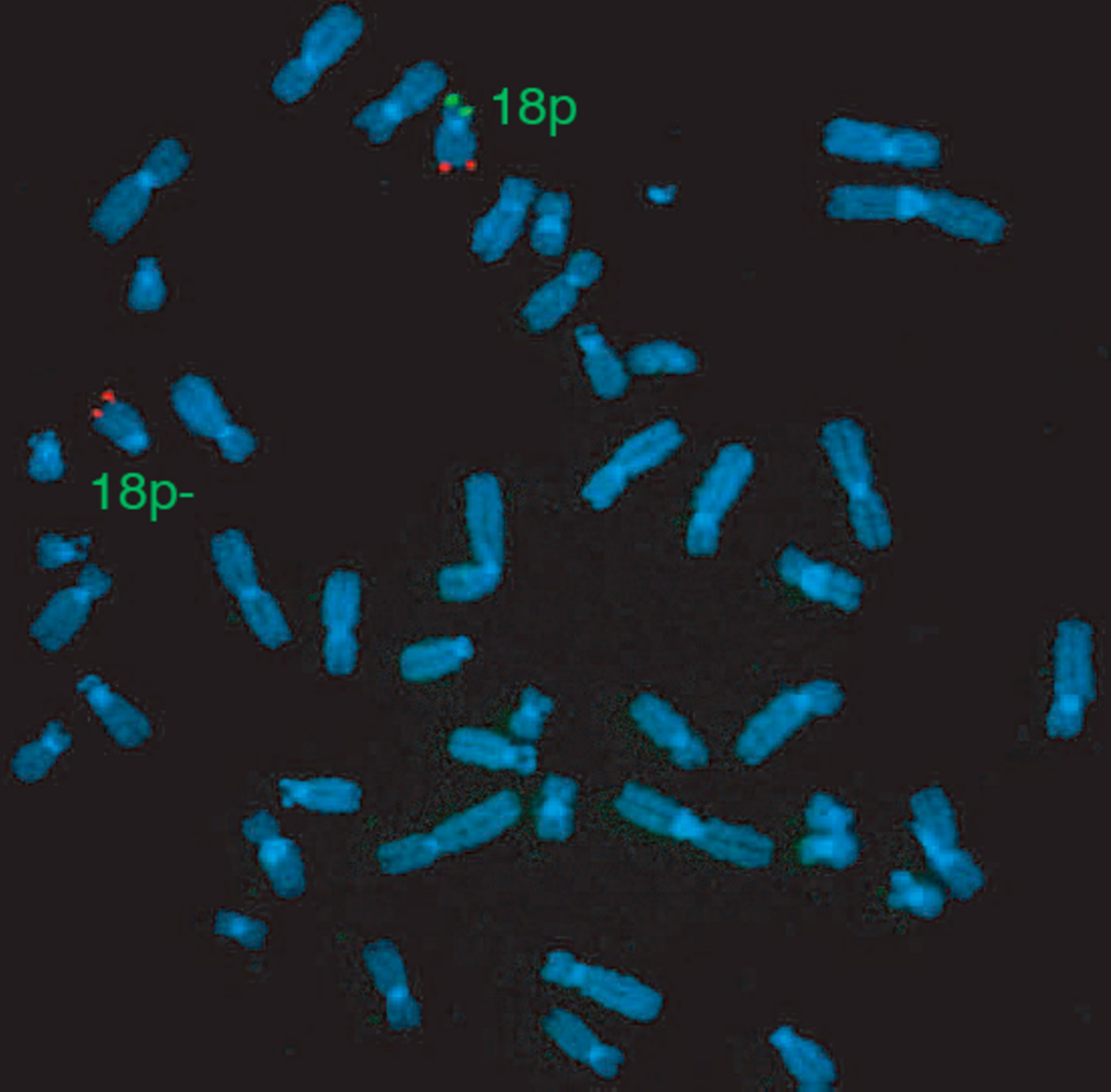
In-situhybridisatie - 18p (groen) en 18q (rood) met subtelemerensonde die duidelijk de 18p deletie toont bij een patiënt

Deze afwijking is zeer zeldzaam. In Nederland worden gemiddeld twee nieuwe gevallen per jaar ontdekt. Het klinisch beeld is zeer divers. De hoofdkenmerken zijn hypotonie (spierslapte), gehoorproblemen, dysmorfische kenmerken (lage duiminplant, wat achterblijven in groei van het middelste gedeelte van het gezicht waardoor onderbeet ontstaat) hartafwijkingen, verstandelijke beperking in diverse gradaties en gestoorde spraak/taalontwikkeling (dysfasie).